# Ахмед Реда Танаути
Ахмед Реда Танаути (Беркан, 5. април 1996) је марокански професионални фудбалер, који игра на позицији голмана за ФК Итихад Тангер и за фудбалску репрезентацију Марока.
У мају 2018. увршћен је у списак репрезентативаца селекције Марока за Светско првенство 2018. одржано у Русији.

## Статистика каријере

### Репрезентација
До 15. јуна 2018.
| Мароко | Мароко | Мароко |
| Год    | Ута    | Гол    |
| ------ | ------ | ------ |
| 2017   | 1      | 0      |
| 2018   | 1      | 0      |
| Укупно | 2      | 0      |

## Трофеји

### Клупски
Видад Казабланка
- Прва лига Марока: 2016/17

Итихад Тангер
- Прва лига Марока: 2017/18

### Репрезентативни
Мароко
- Афрички куп нација: 2018